# Mount Munro
Mount Munro är ett berg i Australien. Det ligger i regionen Flinders och delstaten Tasmanien, i den sydöstra delen av landet, omkring 290 kilometer norr om delstatshuvudstaden Hobart. Toppen på Mount Munro är 715 meter över havet. Mount Munro ligger på ön Cape Barren Island.
Trakten runt Mount Munro är nära nog obefolkad, med mindre än två invånare per kvadratkilometer..
I omgivningarna runt Mount Munro växer i huvudsak städsegrön lövskog. Genomsnittlig årsnederbörd är 758 millimeter. Den regnigaste månaden är juli, med i genomsnitt 86 mm nederbörd, och den torraste är januari, med 30 mm nederbörd.